# Humboldt (fiume)
Il fiume Humboldt scorre nel Nevada settentrionale, negli Stati Uniti occidentali. Con i suoi 530 km, è il secondo fiume per lunghezza del Gran Bacino dopo il fiume Bear, nello Utah. Non sfocia in mare, ma le sue acque alimentano il Lago Humboldt, nell'Humboldt Sink.
È il quarto fiume statunitense per portata tra quelli che non sfociano nell'oceano, mentre è il maggiore, tra questi, per superficie del bacino idrografico. Storicamente, il suo corso è stato seguito dalle spedizioni di pionieri che dagli Stati Uniti orientali si recavano in California.
È stato così nominato in onore del naturalista tedesco Alexander von Humboldt.

## Storia
La regione del fiume nel Nevada settentrionale era scarsamente abitata dagli indiani Paiute e Shoshoni al tempo dell'arrivo degli europei nell'America settentrionale. La regione rimase sconosciuta ai non indigeni fino all'arrivo dei cacciatori di pellicce (trapper) nella metà del XIX secolo.

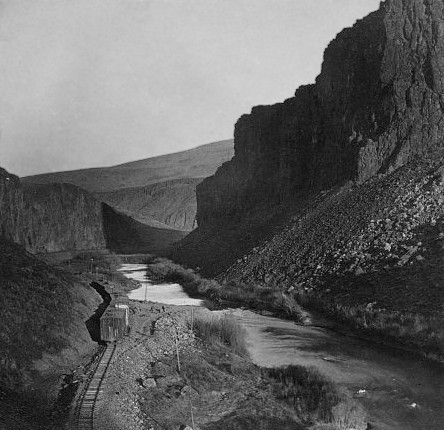
Il Palisades Canyon e il fiume Humboldt nel 1868, durante la costruzione della First Transcontinental Railroad.

Il primo avvistamento del fiume risale al 9 novembre 1828, documentato da Peter Skene Ogden della Compagnia della Baia di Hudson, durante la sua quinta spedizione lungo il fiume Snake. Odgen percorse in direzione meridionale il Piccolo Humboldt (Little Humboldt) ed incontrò il corso del fiume principale alla confluenza tra i due fiumi, presso Winnemucca. Dell'Humboldt percorse diverse centinaia di miglia, tracciando un sentiero lungo di esso e redigendo la prima mappa nota della regione. Inizialmente indicò il fiume come "Sconosciuto" (Unknown River) e, successivamente, come "Paul's River" (Fiume di Paul), dal nome di un membro della sua spedizione, morto e sepolto sulla riva dell'Humboldt. Successivamente propose altre denominazioni, tra cui "Mary's River" - dal nome della moglie indiana di un membro della spedizione - e nel 1829 "Swampy River" (fiume paludoso), che secondo lui meglio descriveva il tratto del fiume percorso. Nel 1833, Benjamin Bonneville e Joseph Walker lo esplorarono e lo denominarono "Barren River" (fiume arido). Nel 1837, Washington Irving nel libro che descrisse la spedizione di Bonneville, lo indicò come il fiume di Ogden. Dai primi degli anni quaranta dell'Ottocento, il percorso lungo il fiume fu utilizzato dai coloni per recarsi in California.
Nel 1848, il corso del fiume fu esplorato da John C. Frémont, che redasse una mappa della regione ed assegnò al fiume il suo nome corrente. Nel 1869, il corso dell'Humboldt fu utilizzato dalla Central Pacific per tracciare il percorso nel Nevada della First Transcontinental Railroad.
Nel XX secolo la valle del fiume Humboldt è stata percorsa dalla U.S. Route 40, successivamente rimpiazzata dall'Interstate 80. Alla fine del XX secolo, 45000 persone vivevano in un territorio compreso entro 10 miglia (16 km) dal fiume.

## Bacino idrografico

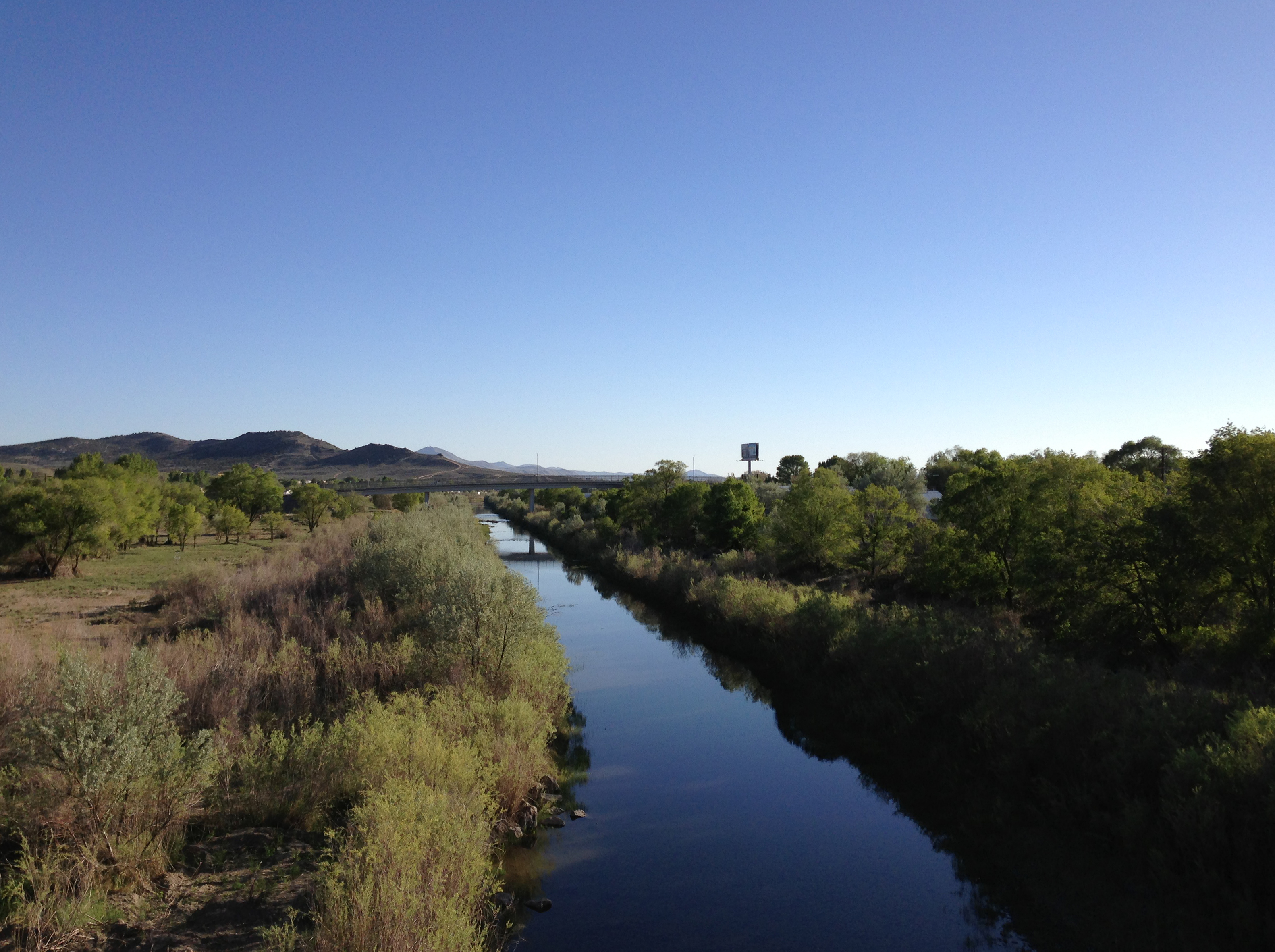
Vista meridionale lungo il fiume Humboldt dal nono ponte pedonale presso Elko, la maggiore città bagnata dal fiume.

La valle del fiume Humboldt può essere geograficamente suddivisa in tre tratti - alta, media e bassa - per la presenza dei canyon Palisade ed Emigrant. Il bacino superiore, nel Nevada nordorientale, si estende per un'area di 13000 km²; il bacino intermedio per 20000 km² e quello inferiore - che comprende anche l'Humboldt Sink - per 11000 km².
Idrogeologicamente, invece, il fiume può essere diviso in due bacini, separati dal Palisade Canyon. Prima di esso, infatti, la portata del fiume aumenta costantemente, mentre dopo averlo attraversato essa progressivamente diminuisce. Il tratto superiore è di 148 km e riceve le acque dai tributari: il Bishop Creek, il fiume Marys, il Lamoille Creek, il North Fork Humboldt River, il South Fork Humboldt River, il Susie Creek, il Maggie Creek e il Marys Creek. Il tratto inferiore è lungo 351 km e riceve le acque dal Pine Creek, dal fiume Reese e dal Piccolo Humboldt.

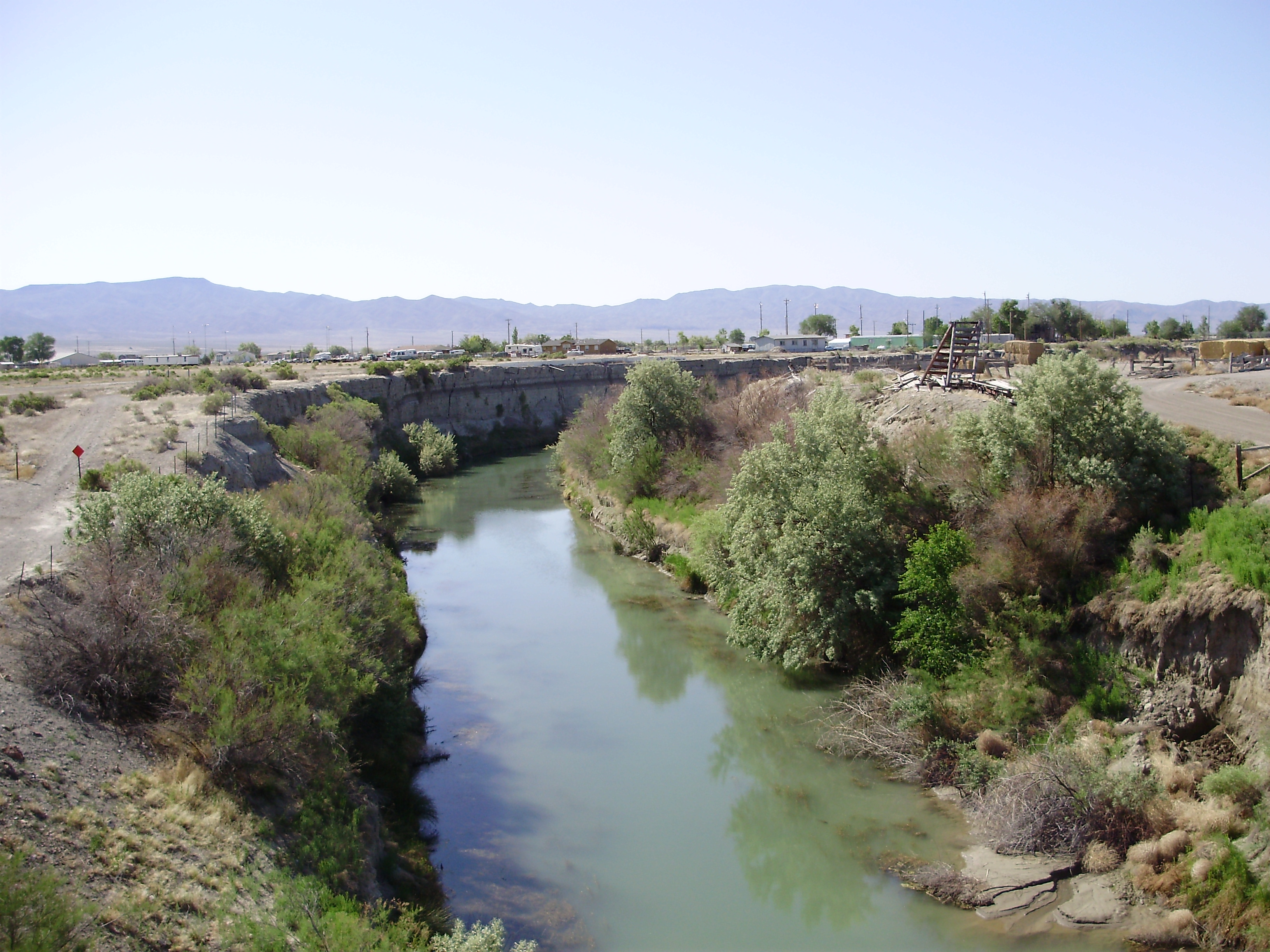
Il fiume in prossimità di Lovelock.

La sorgente del fiume è indicata come Humboldt Wells, all'estremità settentrionale delle East Humboldt Range, in prossimità della città di Wells. Il fiume scorre in direzione ovest-sudovest attraverso la Contea di Elko, transitando per Elko e Carlin. 24 km prima ed 11 km dopo la città di Elko, il fiume Humboldt riceve rispettivamente il North Fork ed il South Fork.
Nella Contea di Eureka settentrionale, il fiume attraversa il Palisade Canyon, tra l'estremità meridionale dei Monti Tuscarora e quella settentrionale del Shoshone Range. A Battle Mountain il corso del fiume cambia direzione, dirigendosi verso nordovest per 80 km circa. In prossimità di Red House cambia nuovamente direzione e si dirige verso ovest, transitando in prossimità di Golconda ed uno sperone roccioso del Sonoma Range. In prossimità di Battle Mountain si unisce al fiume Reese e, ad 8 km da Winnemucca, riceve il Piccolo Humboldt.

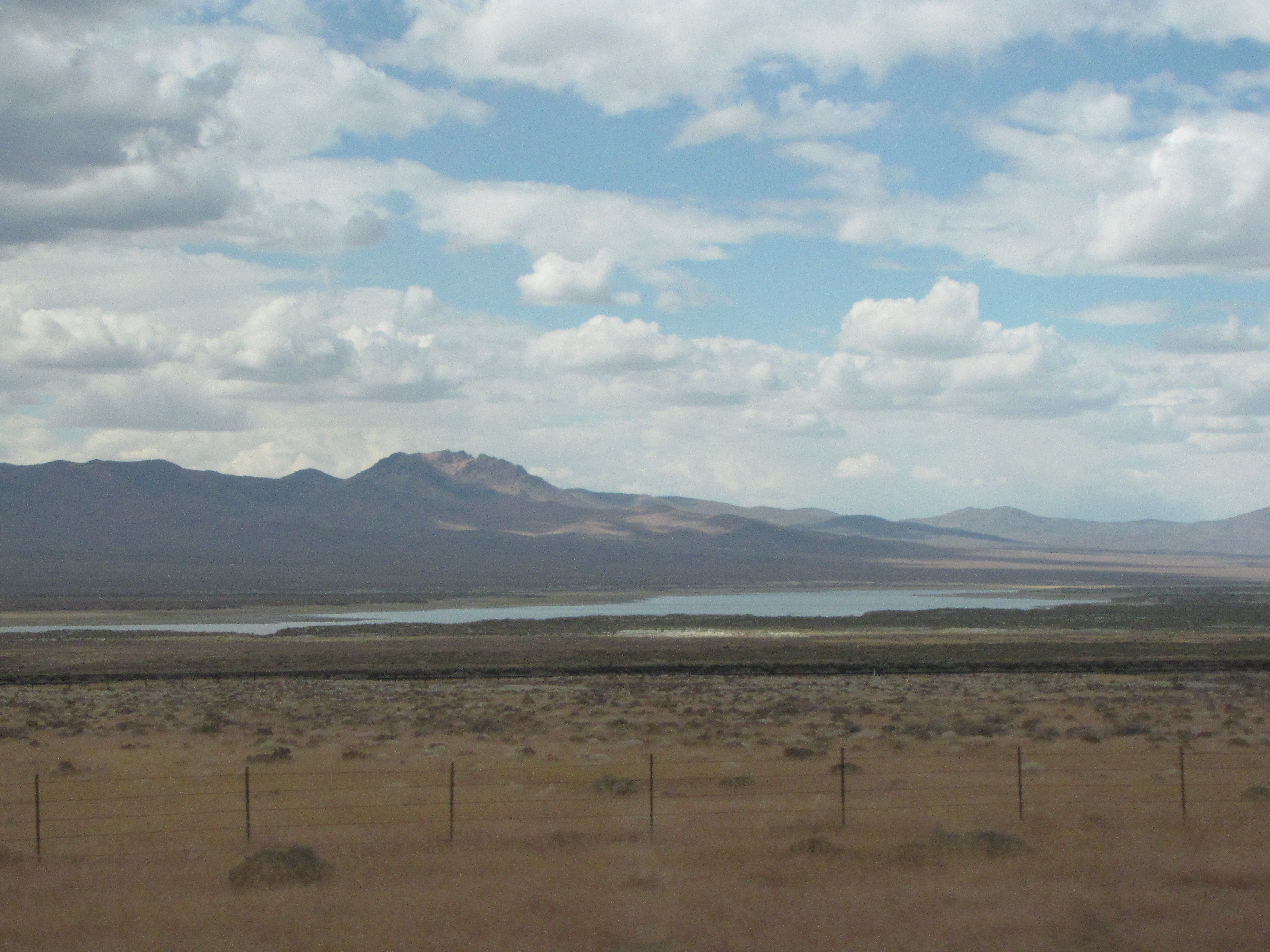
L'Humboldt scorre attraverso il Rye Patch Reservoir.

Dopo la congiunzione con il Piccolo Humboldt, il fiume di dirige in direzione sudovest, scorrendo il prossimità di Winnemucca e attraverso la Contea di Pershing, lungo il versante occidentale del Humboldt Range e il West Humboldt Range. Nella contea, la diga di Rye Patch interrompe il fiume e conduce alla formazione del Rye Patch Reservoir, che immagazzina l'acqua utilizzata per l'irrigazione in prossimità di Lovelock. Il fiume Humboldt sfocia infine nel lago omonimo - un lago endoreico presente nell'Humboldt Sink.
Il fiume ottiene la maggior parte delle sue acque dallo scioglimento della neve che si deposita, nel corso dell'inverno, sulle montagne presenti nella porzione orientale del bacino - principalmente, i Monti Ruby, Jarbidge e Independence. Il suo flusso è altamente variabile da stagione a stagione (con il picco nella portata che si registra durante la primavera, in concomitanza con lo scioglimento delle nevi) e da anno ad anno (dipendendo dal quantitativo di neve caduta durante l'inverno).